# Santi Santamaria
Santi Santamaria (Sant Celoni, Barcelona, 28 de julho de 1957 - Singapura, 16 de fevereiro de 2011) foi um famoso chef espanhol. Uma das figuras mais polêmicas da gastronomia contemporânea, Santi Santamaria foi sempre notícia. Ele foi o primeiro catalão a conquistar três estrelas no Guide Michelin, em 1994. Seu restaurante El Racó de Can Fabes, em Sant Celoni, a 50 quilômetros de Barcelona, fica em uma propriedade que pertence a sua família há mais de 200 anos.
Ao liderar o Manifesto Internacional da Cozinha, em 2004, reuniu 111 cozinheiros reivindicando para a cozinha o status de patrimônio cultural, com ênfase nos riscos decorrentes da globalização, da manipulação química e da genética dos alimentos e da preocupação com a fome no planeta. Em 2007, no congresso culinário Madrid Fusión, em um monólogo histórico, criticou os chefs que perderam o rumo, dando prioridade à estética, deixando de lado o valor intrínseco do alimento. Seu livro, La Cocina al Desnudo (Editora Temas de Hoy), abriu portas a um debate que polarizou a opinião pública. Nele, o chef questionou a cozinha molecular e tecnoemocional, condenou o fast-food e ressaltou o aspecto da responsabilidade ética do cozinheiro e de cada indivíduo em relação ao meio ambiente e ao consumo irresponsável.
O chef faleceu de causas naturais em 16 de fevereiro de 2011 enquanto visitava o seu restaurante em Singapura.